# O, stjastlivtjik!
O, stjastlivtjik! (russisk: О, счастливчик!) er en russisk spillefilm fra 2009 af Eduard Parri.

## Medvirkende
- Mikhail Tarabukin - Slavik Razbegajev
- Polja Poljakova - Alisa Grace
- Vladimir Mensjov - Oleg Genrikhovitj
- Sergej Shakurov - Konstantin Germanovitj
- Vladimir Kristovskij - Morpheus